# 贡嘎巴桑
贡嘎巴桑（藏語：ཀུན་དགའ་དཔལ་བཟང་，威利转写：kun dga' dpal bzang，1946年—），男，藏族，西藏昌都人，中国登山运动员，国家级运动健将，曾获体育运动荣誉奖章。
1965年，西藏登山队计划在1967年攀登珠峰，在西藏当地遴选100名登山运动员。贡嘎巴桑入选。经历两年训练到1967年时，攀登珠峰计划因故暂停。100名登山运动员集体参军入伍。贡嘎巴桑当服役于西藏军区部队。到1974年时，据说100名运动员中，仅索南罗布、贡嘎巴桑留在部队。1975年，相关部门再度组织珠峰登山队。贡嘎巴桑、索南罗布主动找到登山队，成功加入。当年5月27日，索南罗布、潘多、桑珠、罗则、侯生福、贡嘎巴桑、大平措、次仁多吉、阿布钦九人从北坡登顶，被称为珠峰九勇士。